# Partonopeus de Blois
Partonopeus de Blois ou Partonopeu de Blois est un roman courtois anonyme de la fin du XIIe siècle, en ancien français.
Ce récit de 11 000 à 14 000 vers selon les manuscrits, en octosyllabes et en alexandrins à rimes plates, raconte les aventures et les amours de Partonopeus, neveu du roi de France, et de Melior, enchanteresse et impératrice de Constantinople ; il a connu le succès au Moyen Âge, a influencé d’autres romans français comme Florimont d'Aimon de Varennes ou Le Bel Inconnu, et a été traduit dans plusieurs autres langues.

## Contexte de la création
Le roman a été composé dans le dernier quart du XIIe siècle, avant 1188, date à laquelle Aimon de Varennes termine son roman Florimont où plusieurs éléments de l'intrigue rappellent Partonopeus,, sans doute dans l'entourage des comtes de Blois,. La date de composition proposée varie entre 1177-1180 et 1180-1185,.
L'attribution à Denis Piramus, un écrivain anglo-normand du XIIe siècle, qui avait été proposée en 1838 n'est plus retenue ; il est à noter que Piramus connaît le roman, qu'il cite dans le prologue de sa Vie seint Edmund le Rei pour souligner qu'il est apprécié à l'instar des lais de Marie de France, mais que ses vers comme ceux de Marie manquent selon lui de véracité : 

« Cil ki Partonope trova 

E ki les vers fist e rima 

Forment se pena de bien dire [...]

Si dist bien de cele matire

Cume de fable e de menceunge ;

La matire ressemble sunge

[...]

Si est il tenu pur bon mestre

E les vers en sunt mult amez

E en cez riches curz loëz.

E Dame Marie altresi

Ki en rime fist e basti

E compassa les vers de lais

Ke ne sunt pas de tut verais

E si en est el mult lodée

E la rime par tut amée. »

## L'histoire
Le jeune Partonopeus, âgé de treize ans, de la famille des comtes de Blois, est le neveu du roi de France, Clovis. Il s’égare au cours d’une partie de chasse au sanglier dans la forêt d’Ardenne et découvre un navire magique, voguant sans voile et sans équipage, qui le transporte à Chief d’Oire, une ville merveilleuse de l’empire byzantin, identifiable avec Constantinople. Melior, héritière de l'empire, y vit dans un château enchanté, où tout se fait par magie, sans âme qui vive. Melior s’était éprise de Partonopeus sur le simple récit de sa merveilleuse beauté. Elle rejoint Partonopeus chaque nuit, pendant deux ans et demi, et lui promet de l'épouser s'il respecte un interdit : il ne doit jamais chercher à la voir ; leurs ébats amoureux se déroulent dans l'obscurité. Elle rend Partonopeus invisible pour les habitants de Chef d’Oire, qui sont invisibles pour lui.
Partonopeus retourne en France à deux reprises, pour secourir son peuple contre les Sarrasins et les Vikings (il affronte en duel le Viking Sornegur), ainsi que pour parfaire son éducation chevaleresque. Lors du deuxième séjour, sa mère, l’archevêque de Paris et le jeune roi Lohier qui vient de succéder à son père Clovis le persuadent que Melior, qui ne veut pas être vue, est une créature diabolique ; il revient au château, avec une lanterne enchantée dont la flamme ne s’éteint jamais, que lui a donnée sa mère ; il peut ainsi voir Mélior nue, dans toute sa beauté, mais Melior le chasse car il lui a fait perdre tous ses pouvoirs magiques, elle ne peut plus le rendre invisible et elle va devoir se soumettre à l’autorité de ses barons.
Partonopeus désespéré est ramené par le navire magique en France ; il se refugie dans la forêt d'Ardenne. Un jour où il se plaint au bord de la mer, il est entendu d’un navire qui longe la côte : Urraque, sœur de Melior, l'emmène alors à Chef d’Oire sur son île privée, Salence. Partonopeus et Urraque sont informés des préparatifs d’un tournoi que les barons byzantins organisent pour désigner le meilleur chevalier et le mari parfait pour Mélior ; il y participe sans se faire connaître et le gagne après avoir triomphé de tous les concurrents, dont Corsolt roi de Carthage, Clarin roi de Lydie, le roi de France, le roi de Syrie, et enfin le sultan de Perse Margaris, un chevalier très redoutable et son rival amoureux. Les juges du tournoi, après de longs débats, désignent Partonopeus comme vainqueur du tournoi et il peut épouser Melior,.
Certains manuscrits complètent le dénouement avec des précisions sur les personnages de l'histoire (Urraque épouse le roi de France ; Persewis, nièce d'Urraque et de Melior, épouse Gaudin, écuyer de Partonopeus). Deux manuscrits offrent une continuation du récit après le mariage de Melior et Partonopeus, de longueur variable (récit des aventures d’Anselot - ou Anseau -, un ami que Partonopeus retrouve à Chef d’Oire ; récit de l'attaque du sultan de Perse contre Chef d’Oire avec une énorme armée, écrite en laisses monorimes dans le style d'une chanson de geste).
L’histoire mêle deux schémas narratifs :
- l’un vient de l’Antiquité latine : le mythe de Cupidon et Psyché, avec une inversion des rôles des protagonistes qui substitue au couple dieu-mortelle un couple mortel-fée[5],[11] ;
- l’autre vient de la matière de Bretagne : le voyage dans une barque magique, le séjour d'un mortel dans un monde merveilleux auprès d’une fée[12].

Le nom de Partonopeus semble être inspiré de celui d’un héros grec des Sept contre Thèbes, Parthénopée, qui figure dans Le Roman de Thèbes, composé vers 1150. On y a vu aussi une forme dérivée de Parthenay et du mythe fondateur lié à la Maison de Lusignan, en raison de similitudes entre cette histoire et la légende de Mélusine.

## Caractéristiques narratives
Dans Partonopeus de Blois, l'auteur/narrateur tient une place importante : il se livre à des commentaires sur le récit, il intervient dans le texte en suspendant la narration avec des confidences et des réflexions sur son histoire d’amour personnelle, en la comparant avec celle du protagoniste,.
Il entremêle son récit de réflexions et de confidences personnelles, établit des liens entre ses personnages et sa situation amoureuse, comparant leurs sentiments aux siens ou la beauté de Melior et celle de la dame qu'il aime ; il se présente comme un amant courtois qui cherche à plaire à sa dame, qu'il désigne par le surmon de Passe Rose, mais se heurte toujours à sa dureté et à ses refus, il laisse percer sa jalousie après l'évocation de la félicité des amants réunis « si bien qu’un discours pseudo-autobiographique se mêle au tissu narratif du roman », sans que l'on sache si ces éléments d'autobiographie sont sincères ou ne sont que des artifices littéraires.
Ces caractéristiques se retrouvent dans Le Bel Inconnu de Renaud de Beaujeu et Florimont d'Aimon de Varennes.

## Transmission du texte et influence
Le texte de Partonopeus de Blois a été conservé dans quatorze manuscrits : neuf complets copiés entre la fin du XIIe siècle et la fin du XIVe siècle, trois fragmentaires, ainsi que dans deux copies réalisées au XVIIIe siècle,.
Le roman est traduit ou adapté au Moyen Âge en six langues : 
- allemand : au XIIIe siècle, le poète allemand Konrad von Würzburg adapte le texte sous le titre Partonopier und Meliur[17],[18].
- norrois : Partalopa Saga, XIIIe siècle[19],[20].
- néerlandais : Parthonopeus van Bloys[21],[22].
- anglais : Partonope of Blois, vers 1420[23].
- espagnol : El Libro del esforzado caballero conde Partinuples, imprimé à Séville vers 1499[24] ; une dizaine d'éditions paraissent jusqu'à la fin du XVIIe siècle.
- islandais[25].

En 1588 une version en catalan, Història de l'esforçat cavaller Partinobles, est imprimée à Tarragone et rééditée régulièrement (22 éditions jusqu'en 1866).
Pierre Jean-Baptiste Legrand d'Aussy publie le roman (en l'adaptant en français moderne) sous le titre Parténopex comte de Blois. Roman de Férie en 1781 à Paris, dans ses Fabliaux ou contes du XIIe et du XIIIe siècle, traduits ou extraits d'après divers manuscrits du tems, tome V, p. 257-409,, en l'indiquant comme « Tiré d'un manuscrit de la Bibliothèque de saint-Germain-des-Prés » (il s'agit du manuscrit 19152 de la Bibliothèque nationale de France). En 1807, le poète anglais William Stewart Rose publie à Londres une traduction en anglais d'après cette édition de Legrand d'Aussy sous le titre Partenopex de Blois : a romance in four cantos. Freely translated from the French of M. le Grand.
La première édition critique est publiée en 1834 à Paris par l'écrivain et imprimeur Georges-Adrien Crapelet, sur la base du manuscrit le plus ancien, de la fin du XIIe siècle, conservé à la Bibliothèque de l'Arsenal (cote Ms. 2986).
Le livret de l'opéra Esclarmonde de Jules Massenet créé à Paris en 1889, écrit par Louis de Gramont et Alfred Blau, s'inspire en partie de Partonopeus de Blois, (Alfred Blau a découvert Partonopeus en 1871 dans la bibliothèque de Blois, où il s'est réfugié à l'époque de la Commune de Paris).

### Éditions
- Georges-Adrien Crapelet, Partonopeus de Blois publié pour la première fois, Paris, imprimerie de Crapelet, coll. « Collection des anciens monumens de l'histoire et de la langue françoise », 1834, 2 vol. (lire en ligne).
- Joseph Gildea, Partonopeus de Blois : a French romance of the 12th century, Villanova, Villanova University Press, 1967-1970, 3 vol.
- (en) Penny Eley, Penny C. Simons, Mario Longtin, Catherine Hanley, Philip Shaw, « Partonopeus de Blois » (édition électronique), sur hrionline.ac.uk, Université de Sheffield, 2005 (version du 5 mai 2015 sur Internet Archive).
- Olivier Collet et Pierre-Marie Joris, Le roman de Partonopeu : édition, traduction et introduction de la rédaction A et de la Continuation du récit d'après les manuscrits de Berne (Burgerbibliothek, 113) et de Tours (Bibliothèque municipale, 939), Paris, Librairie générale française, coll. « Lettres gothiques » (no 4569), 2005.

### Études
- Catherine Gaullier-Bougassas, « Roman et lyrisme courtois. Partonopeus de Blois et Galeran de Bretagne », Cahiers de recherches médiévales, no 11,‎ 2004 (lire en ligne ).
- Laurence Harf-Lancner, Les fées au Moyen Âge. Morgane et Mélusine. La Naissance des fées, Paris, Champion, coll. « Nouvelle bibliothèque du Moyen Âge » (no 8), 1984, p. 317-328.
- André Moret, L'Originalité de Conrad de Wurzbourg dans son poème "Partonopier und Meluir", étude comparative du poème moyen-haut-allemand et des manuscrits français, avec rapprochement des versions anglaises, espagnoles, néerlandaises, italienne, bas-allemande, islandaise et danoise, Lille, Société d'édition du Nord, 1933.
- Helaine Newstead, « Partonopeus de Blois », dans Robert Bossuat, Louis Pichard, Guy Raynaud de Lage, Geneviève Hasenohr, Michel Zink (dir.), Dictionnaire des lettres françaises. Moyen Âge, Paris, Fayard, 1994, p. 1097-1098.
- Anne Reynders, « Le roman de Partonopeu de Blois est-il l’œuvre d’un précurseur de Chrétien de Troyes ? », Moyen Âge, t. CXI,‎ 2005, p. 479-502 (lire en ligne ).
- Anne Reynders, « Mélior de Chef d’Oire : manipulatrice habile ou femme résignée ? Les réécritures du Partonopeu de Blois et le rôle social de l’héroïne dans le roman propre », Neophilologus, vol. 94, no 3,‎ 2010, p. 407-419 (lire en ligne ).
- (en) Penny C. Simons, « A Romance Revisited : Reopening the Question of the Manuscript Tradition of Partonopeus de Blois », Romania, t. 115,‎ 1997, p. 368-405 (lire en ligne ).
- (it) Lucilla Spetia, Intorno al "Partenopeus de Blois". Studi su un romanzo dal fascino meraviglioso, Rome, L'Erma di Bretschneider, coll. « Filologia classica e medievale » (no 6), 2022, 300 p. (ISBN 9788891327161).